# Römstedt
Römstedt er en kommune i Samtgemeinde Bevensen-Ebstorf i den nordlige del af Landkreis Uelzen i den nordøstlige del af tyske delstat Niedersachsen, og en del af Metropolregion Hamburg. Kommunen har et areal på knap 94 km², og en befolkning på knap 800 mennesker.

## Geografi
I komunen ligger ud over Römstedt landsbyerne Drögennottorf, Masbrock, Havekost og Niendorf I. Drögennottorf, Masbrock und Niendorf I var frem til 1972 selvstændige kommuner.